# 세르게이 쿠세비츠키

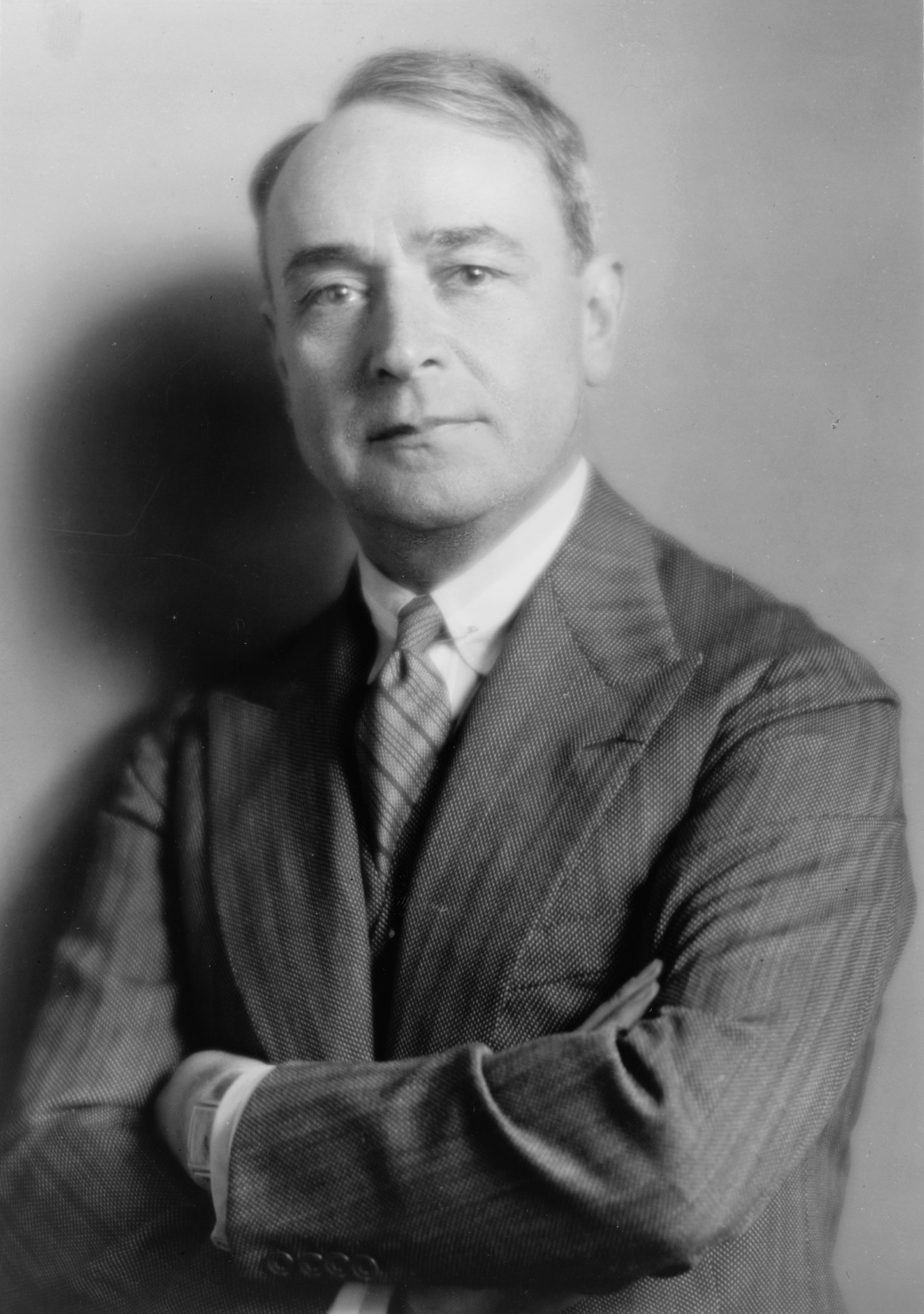
세르게이 쿠세비츠키

세르게이 알렉산드로비치 쿠세비츠키(Серге́й Алекса́ндрович Кусеви́цкий)는 러시아의 지휘자, 작곡가, 콘트라베이시스트이다.